# Gonzaga amabilis
Gonzaga amabilis är en insektsart som beskrevs av Navás 1932. Gonzaga amabilis ingår i släktet Gonzaga och familjen guldögonsländor. Inga underarter finns listade i Catalogue of Life.